# Tire-bouchon de Maxwell
Pour les articles homonymes, voir Tire-bouchon (homonymie).
En sciences, les physiciens utilisent la règle du tire-bouchon de Maxwell lorsqu'il est question d'électromagnétisme. Elle s'énonce ainsi : En tournant le tire-bouchon dans le sens du courant parcourant la spire celui-ci se « visse » dans le sens de l'induction.
Cette règle s'applique notamment pour déterminer le sens du vecteur champ magnétique induit par une boucle de courant (image), et plus généralement pour orienter un contour par rapport à une surface orientée et inversement (le contour est orienté par l'index, le vecteur normal à la surface par le pouce).

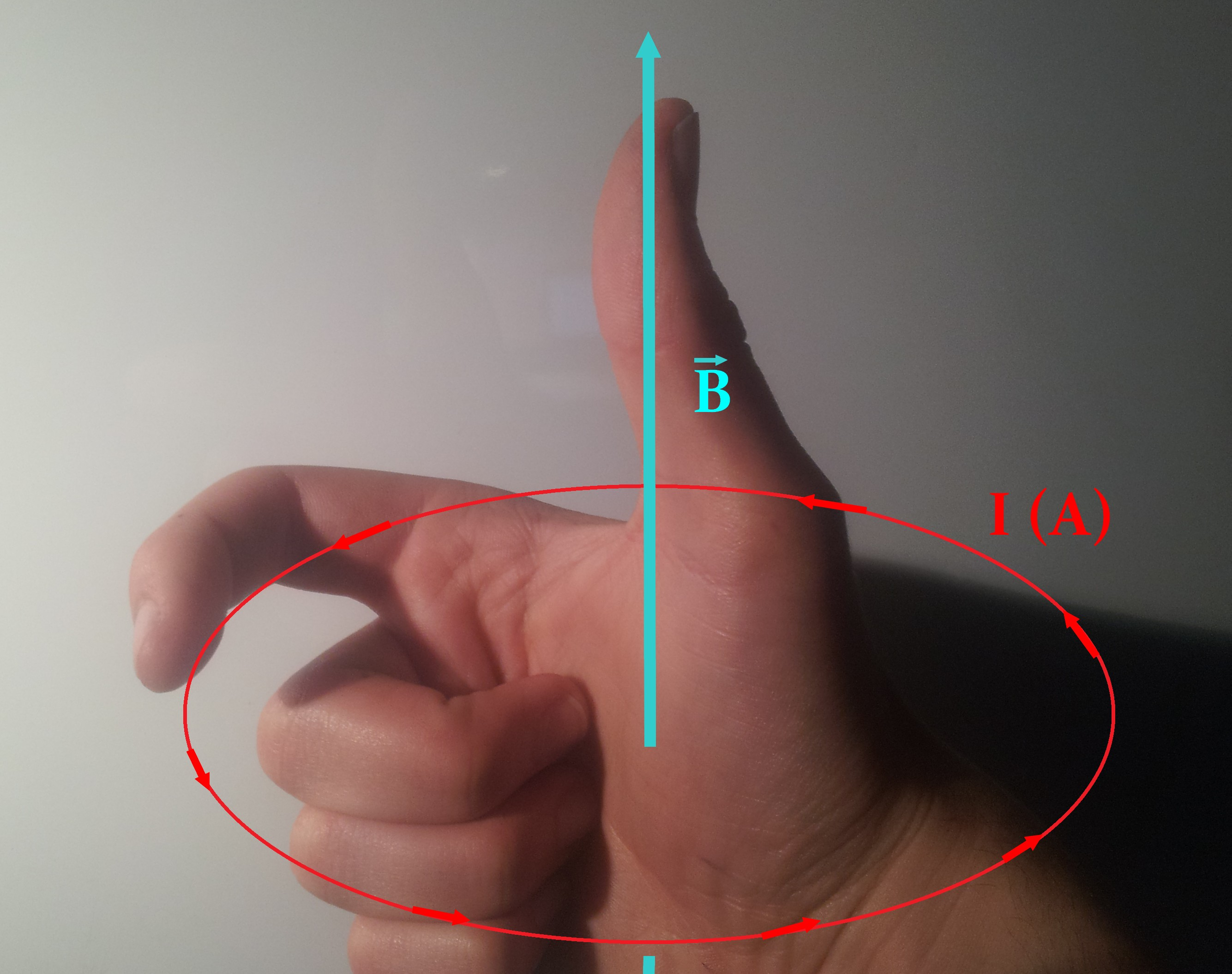
Illustration de la règle du tire bouchon. Le sens du vecteur champ magnétique est donné par l'orientation du pouce, l'index donnant le sens du courant.

La règle du tire-bouchon s'applique aussi pour le produit vectoriel en mathématiques pour déterminer la direction et le sens du vecteur résultant d'un produit vectoriel. Ainsi, dans un espace vectoriel {\displaystyle \mathbb {R} ^{3}}orienté suivant le trièdre direct {\displaystyle ({\vec {i}},{\vec {j}},{\vec {k}})}, il vient facilement :
{\displaystyle {\begin{cases}{\vec {i}}\wedge {\vec {j}}={\vec {k}}\\{\vec {i}}\wedge {\vec {k}}=-{\vec {j}}\end{cases}}}
,
{\displaystyle {\begin{cases}{\vec {j}}\wedge {\vec {i}}=-{\vec {k}}\\{\vec {j}}\wedge {\vec {k}}={\vec {i}}\end{cases}}}
et{\displaystyle {\begin{cases}{\vec {k}}\wedge {\vec {i}}={\vec {j}}\\{\vec {k}}\wedge {\vec {j}}=-{\vec {i}}\end{cases}}}
La règle de la main droite est équivalente au tire-bouchon de Maxwell.